# Leptotène
 (décembre 2015).
Si vous disposez d'ouvrages ou d'articles de référence ou si vous connaissez des sites web de qualité traitant du thème abordé ici, merci de compléter l'article en donnant les références utiles à sa vérifiabilité et en les liant à la section « Notes et références ».
La phase leptotène est la première des 5 phases de la prophase I de la méiose. (Les 5 phases étant le leptotène, zygotène, pachytène, diplotène et diacinèse) .
Leptotène vient du grec lepto signifiant « mince » et de tène « filament » donc traduit littéralement par petit filament.
Dans cette phase, les chromatides ressemblent à une pelote de laine et aucun des chromosomes n'est encore visible. Ces derniers sont partiellement condensés et fixés au bord par une plaque d'attachement qui se compose d'un complexe protéique.